# Västra Vemmerlövs församling
Västra Vemmerlövs församling var en församling i Lunds stift och i Trelleborgs kommun. Församlingen uppgick 2002 i Hammarlövs församling.

## Administrativ historik
Församlingen har medeltida ursprung. Före den 1 januari 1886 (ändring enligt beslut den 17 april 1885) var namnet Vemmerlövs församling'.
Församlingen var till och med 1961 annexförsamling i pastoratet Hammarlöv och (Västra) Vemmerlöv som från 1 maj 1924 även omfattade Gylle och Kyrkoköpinge församlingar. Från 1962 till och med 2001 var den annexförsamling i pastoratet Hammarlöv, Västra Vemmerlöv, Fuglie, Maglarp, Bodarp, Västra Tommarp och Skegrie. Församlingen uppgick 2002 i Hammarlövs församling.

## Kyrkor
- Västra Vemmerlövs kyrka